# Gyraulus parvus
Gyraulus parvus (Say, 1817) è un mollusco gasteropode d'acqua dolce della famiglia Planorbidae.

## Descrizione
Questa chiocciola, lunga 2,5-5 mm, ha una conchiglia trasparente, sottile, di colore dal bianco-grigiastro al bronzeo, con 4-5 spire. La parte inferiore della conchiglia è piatta e presenta un ombelico grande oltre un terzo del diametro della conchiglia.

## Distribuzione e habitat
La specie è nativa del Nord America (Canada, Stati Uniti, Messico) e dei Caraibi (Cuba e Grandi Antille). È stata introdotta in Europa (Francia, Austria, Germania e Repubblica Ceca) e in Israele.
Vive nei biotopi d'acqua dolce